# JerryC
JerryC je pseudonim tajvanskog gitariste i kompozitora po imenu Džang Jifan (|tradicionalni kineski: 張逸帆; uprošćeni kineski: 张逸帆; pinjin: Zhāng Yìfán, rođen 31. avgusta 1981.), poznatog i pod svojim engleskim imenom Džeri Čang (Jerry Chang). Najpoznatiji je po svojoj pemi Canon Rock, rok aranžmanu klasične kompozicije Johana Pahelbela (Johann Pachelbel) Kanon u D-duru. Gitaru je počeo da svira sa 17, a klavir pre nego što je napunio 15 godina. Njegov stil inspirisan je klasičnom muzikom, neoklasičnim gitaristima, kao i melodičnim metal bendovima kao što su Helloween i L'Arc~en~Ciel.

## 
Njegovo najpoznatije ostvarenje je instrumentalna numera Canon Rock, koja je postala internet senzacija nakon što ju je obradio južnokorejski gitarista Džeong-Hijun Lim (임정현) 2005. godine. Pesma je zadobila veliku medijsku pažnju; o njoj se govorilo u novinama, blogovima, TV i radio emisijama širom sveta.
Čang se u januaru 2007. pojavio u časopisu Guitar World, a u istom broju objavljene su i tablature pesme Canon Rock.
Canon Rock je jedna od top 10 pesama čije su tablature skidane sa sajta Ultimate Guitar Archive i jedan od najgledanijih video klipova na popularnom sajtu YouTube.

## Spoljašnje veze
- Zvanični sajt Архивирано на веб-сајту  (14. децембар 2006)
- Zvanični forum
- Fansajt Архивирано на веб-сајту  (14. септембар 2008)